# Deutsch-lettischer Nichtangriffspakt

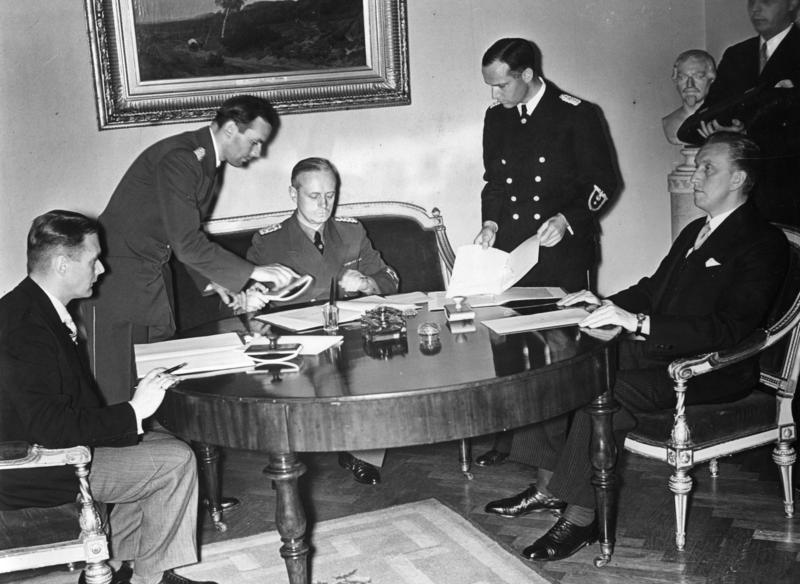
Unterzeichnung des Nichtangriffspaktes, Berlin. Sitzend von links nach rechts: Munters, Ribbentrop und Selter.

Der Deutsch-Lettische-Nichtangriffspakt war ein völkerrechtliches Abkommen, das am  7. Juni 1939 zwischen dem Deutschen Reich und Lettland abgeschlossen wurde.
Nachdem Deutschland entgegen dem Münchner Abkommen die Rest-Tschechei besetzt hatte und das Memelgebiet nach dem deutschen Ultimatum von Litauen an Deutschland abgetreten und der deutsch-litauische Nichtangriffspakt abgeschlossen worden war, versuchten Frankreich, Großbritannien, Polen und die Sowjetunion dem deutschen Expansionsdrang in Osteuropa durch Garantieerklärungen und Pakte zu begegnen. Deutschland seinerseits richtete Angebote zum Abschluss von Nichtangriffspakten an Schweden, Finnland, Estland, Lettland und Dänemark, um einer befürchteten Einkreisung zu entgehen und den geplanten Krieg gegen Polen lokal beschränkt zu halten.
Lettland und Estland unterzeichneten am 7. Juni 1939 in Berlin gleichzeitig jeweils einen Nichtangriffspakt mit dem Deutschen Reich.